# Austrian International 2017
Die Austrian International 2017 (auch Austrian Open 2017) fanden vom 22. bis zum 25. Februar 2017 in Wien statt. Es war die 46. Austragung dieser offenen internationalen Meisterschaften von Österreich im Badminton.

## Sieger und Platzierte
| Disziplin    | Gold                        | Silber                           | Bronze                                      |
| ------------ | --------------------------- | -------------------------------- | ------------------------------------------- |
| Herreneinzel | Kanta Tsuneyama             | Pablo Abián                      | Nick Fransman                               |
| Herreneinzel | Kanta Tsuneyama             | Pablo Abián                      | Raul Must                                   |
| Dameneinzel  | Kirsty Gilmour              | Fabienne Deprez                  | Mia Blichfeldt                              |
| Dameneinzel  | Kirsty Gilmour              | Fabienne Deprez                  | Rira Kawashima                              |
| Herrendoppel | Takuto Inoue Yuki Kaneko    | Frederik Colberg Rasmus Fladberg | Peter Briggs Tom Wolfenden                  |
| Herrendoppel | Takuto Inoue Yuki Kaneko    | Frederik Colberg Rasmus Fladberg | Shohei Hoshino Taichi Saito                 |
| Damendoppel  | Rira Kawashima Saori Ozaki  | Wu Qianqian Xia Chunyu           | Chang Ching-hui Yang Ching-tun              |
| Damendoppel  | Rira Kawashima Saori Ozaki  | Wu Qianqian Xia Chunyu           | Anne Katrine Hansen Marie Louise Steffensen |
| Mixed        | Mikkel Mikkelsen Mai Surrow | Gao Xiangcheng Xia Chunyu        | Gregory Mairs Jenny Moore                   |
| Mixed        | Mikkel Mikkelsen Mai Surrow | Gao Xiangcheng Xia Chunyu        | Pei Tianyi Wu Qianqian                      |